# Route nationale 2 (Vietnam)
Pour les articles homonymes, voir Route nationale 2.
La route nationale 2 (vietnamien : Quốc lộ 2) est une route de  311 km de long située au Viêt Nam.

## Parcours
La route nationale 2 , longue de 311 km, traverse cinq provinces et villes: Hanoï, Vĩnh Phúc, Phú Thọ, Tuyen Quang et Ha Giang.  
La route part de son intersection avec la route nationale 3 à Phù Lỗ (noté P sur la carte).
La route se dirige vers l'ouest et passe à proximité de l'aéroport international de Nội Bài à Hanoi.
À Việt Trì, la route se dirige vers le nord en direction de Tuyên Quang et Ha Giang. 
La route se termine au village frontalier de Thanh Thủy (noté T), du district de Vị Xuyên de la province de Ha Giang, près de la frontière avec la République populaire de Chine.
En plus de la route nationale 2, il existe également deux routes secondaires:
- : Vĩnh Yên - Tam Dao
- : Sơn Tây  - Vĩnh Yên - Tuyên Quang

La route compte en tout 89 ponts. Le plus long est le pont Đoan Hùng au kilomètre 111. 
Ce pont mesure 450 mètres de long et 12 mètres de large.